# Monaster Rača

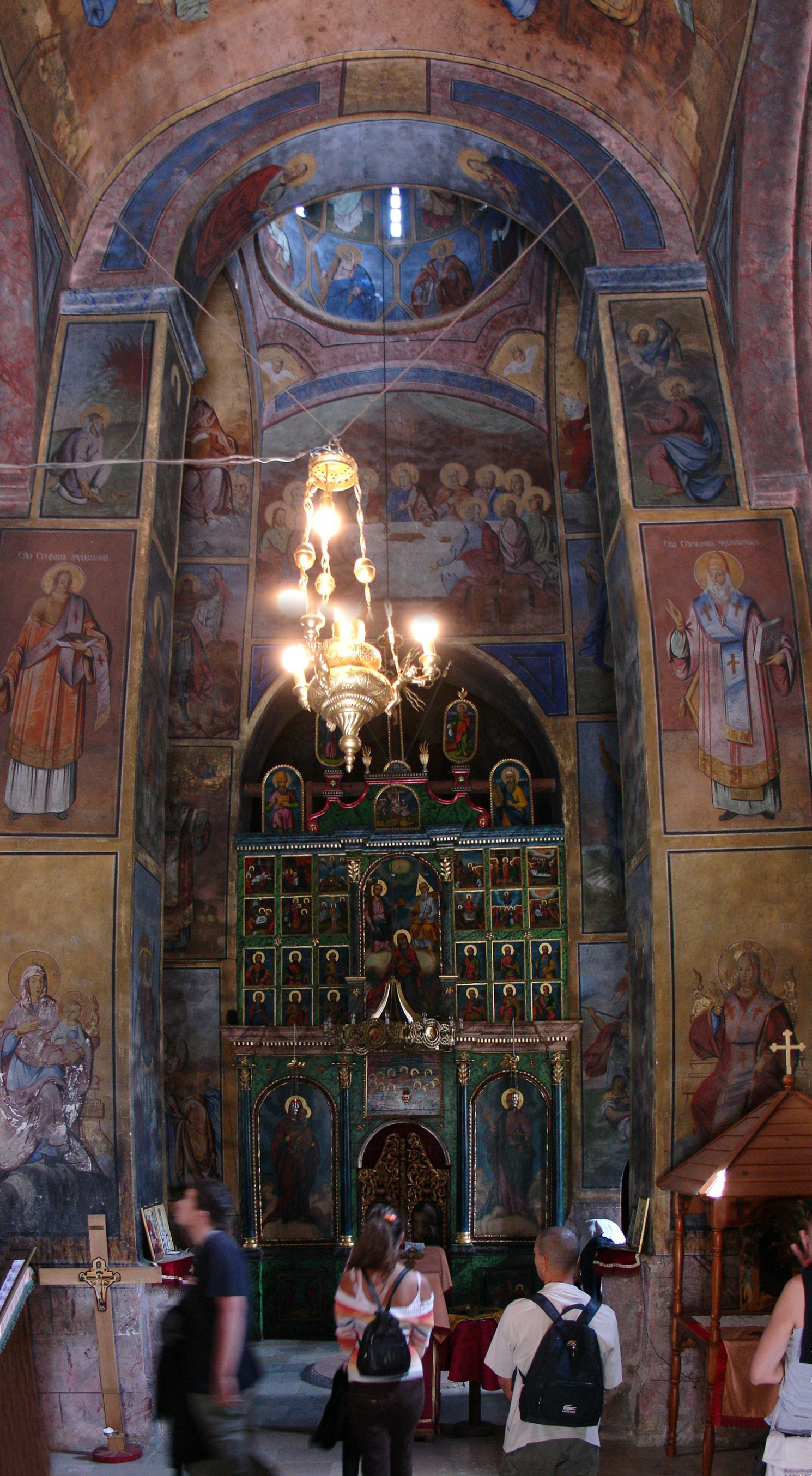
Wnętrze monasteru

Monaster Rača – prawosławny klasztor położony w pobliżu miejscowości Bajina Bašta w Serbii, ufundowany w 2. połowie XIII w. przez króla Stefana III.

## Historia
Klasztor został ufundowany w 2. poł. XIII w. i był w średniowieczu ważnym ośrodkiem nauki i kultury. Szczególną sławę zyskało prowadzone w nim skryptorium. Monaster był czynny do 1690, kiedy mnisi uciekli z niego w obawie przed nadchodzącymi wojskami tureckimi. Część z nich znalazła się w Budapeszcie, gdzie założyli jedno z centrów kultury serbskiej – klasztor św. Andrzeja. Inni osiedli w monasterze Mala Remeta i monasterze Beočin. Opuszczone zabudowania splądrowali Turcy.
W 1795 klasztor został odbudowany przez grupę nowych zakonników pod kierownictwem Milentije Stefanovicia, mnicha i działacza patriotycznego. Sztandar, pod którym walczył on w pierwszym powstaniu antytureckim, do dziś jest przechowywany w klasztorze.
Mnichem w klasztorze był patriarcha Serbskiego Kościoła Prawosławnego, Paweł.